# Sunwar the Dead
Sunwar the Dead —шостий студійний альбом французького музичного колективу «Elend». Вперше за всю історію музичної діяльності колективу був залучений повний класичний ансамбль.

## Список композицій
| #                          | Назва                           | Тривалість |
| -------------------------- | ------------------------------- | ---------- |
| 1.                         | «Chaomphalos»                   | 4:24       |
| 2.                         | «Ardour»                        | 5:10       |
| 3.                         | «Sunwar the Dead»               | 4:31       |
| 4.                         | «Ares in Their Eyes»            | 6:02       |
| 5.                         | «The Hemlock Sea»               | 5:40       |
| 6.                         | «La Terre N'aime Pas Le Sang»   | 5:00       |
| 7.                         | «A Song of Ashes»               | 6:34       |
| 8.                         | «Laceration»                    | 5:04       |
| 9.                         | «Poliorketika»                  | 4:32       |
| 10.                        | «Blood and Grey Skies Entwined» | 6:00       |
| 11.                        | «Threnos»                       | 6:00       |
| Загальна тривалість: 59:04 |                                 |            |